# Mammillaria mercadensis
Mammillaria mercadensis ist eine Pflanzenart aus der Gattung Mammillaria in der Familie der Kakteengewächse (Cactaceae). Das Artepitheton  mercadensis  bedeutet ‚bei Cerro de Mercado (Mexiko) wachsend‘.

## Beschreibung
Mammillaria mercadensis wächst einzeln oder gruppenbildend mit abgeflacht kugelförmigen bis kugelförmigen olivgrünen bis dunkelgrünen Trieben und erreicht Durchmesser von bis 8 Zentimetern. Die konischen bis kurz zylindrischen Warzen enthalten zur Blütezeit oft Milchsaft. Die Axillen sind nur spärlich bewollt und tragen keine Borsten. Es sind 1 bis 7 priemliche, bis 14 Millimeter lange, Mitteldornen vorhanden. Sie sind gelb bis tiefrot bis rötlich braun und an ihrer Basis heller. Einer, manchmal auch zwei, von ihnen sind gehakt. Die 13 bis 35 unterschiedlich fein flaumigen Randdornen sind weiß bis gelb und 6 bis 9 Millimeter lang.
Die glockenförmigen, sehr hell magentafarben bis magentafarbenen Blüten sind 1 bis 2 Zentimeter lang und erreichen ebensolche Durchmesser. Die meist keulenförmigen Früchte sind rötlich grün und enthalten bräunlich schwarze, fein grubige Samen.

## Verbreitung, Systematik und Gefährdung
Mammillaria mercadensis ist in den mexikanischen Bundesstaaten Durango, Jalisco, Guanajuato und Zacatecas verbreitet.
Die Erstbeschreibung erfolgte 1910 durch Carlos Patoni. Nomenklatorische Synonyme sind Neomammillaria mercadensis (Patoni) Britton & Rose (1923), Chilita mercadensis (Patoni) Orcutt (1926), Ebnerella mercadensis (Patoni) Buxb. (1951) und Escobariopsis mercadensis (Patoni) Doweld (2000).
In der Roten Liste gefährdeter Arten der IUCN wird die Art als „Least Concern (LC)“, d. h. als nicht gefährdet geführt.

## Nachweise